# 가르바냐테밀라네세
가르바냐테밀라네세(롬바르디아어: Garbagnaa lmo)는 롬바르디아주의 밀라노 광역시에 있는 코무네로, 밀라노에서 북서쪽으로 약 15km 떨어져 있다.
2017년 11월 30일 기준으로 인구는 27,185명이다.
가르바냐테밀라네세는 다음 코무네와 접해 있다: 카론노페르투셀라, 체사테, 라이나테, 세나고, 아레세, 볼라테, 바란차테.
가르바냐테는 1985년 2월 25일 대통령령으로 도시 명예 칭호를 받았다.